# Eikplast I

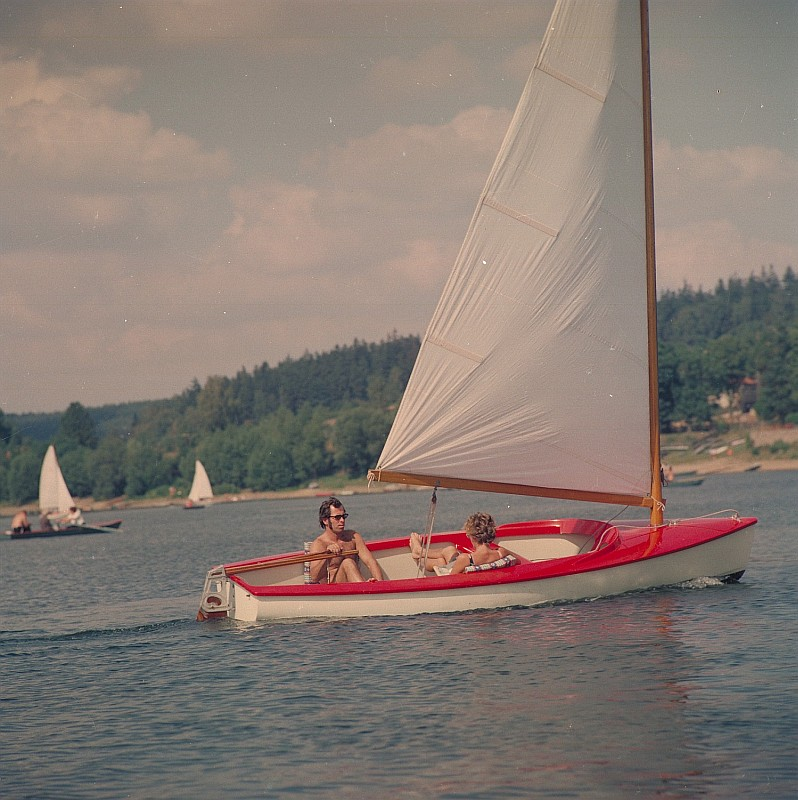
Eikplast I auf der Talsperre Malter, 1976

Die Jolle Eikplast I ist ein catgetakeltes Segelboot, das in der DDR bis 1989 von der Bootswerft VEB Eikboom Rostock in zwei Versionen gebaut wurde. Die Eikplast I hat einen drehbaren Holzmast mit einem Großsegel ohne Wanten oder Stage. Der Rumpf besteht aus glasfaserverstärktem Kunststoff (GfK).
Das Nachfolgemodell der Eikplast I ist die Eikplast II.